# スピーク・ナウ (テイラーズ・ヴァージョン)
『スピーク・ナウ (テイラーズ・バージョン)』（英: Speak Now (Taylor's Version)）は、アメリカのシンガーソングライター、テイラー・スウィフトによる3枚目の再録音アルバムで、2023年7月7日にリパブリック・レコードからリリースされた。本作は3枚目のスタジオアルバム『スピーク・ナウ』（2010年）の再録音であり、2021年に再録音されたアルバム『フィアレス (テイラーズ・ヴァージョン)』と『レッド (テイラーズ・ヴァージョン)』に続くものである。本作のリリースは2023年中に行われているツアー『The Eras Tour』で発表された。

## 概要
リリース後、Spotifyで初日に1 億2,630万回のストリーミングを獲得し、2023年のアルバムおよびカントリーアルバム史上最多の 1 日あたりのストリーミング数を記録した。
米国では、ビルボード200 の首位を２周連続で獲得、40万枚以上の売り上げを記録した。
スウィフトは、チャート内で最も多くのナンバーワン・アルバムを獲得した女性アーティストの新記録を樹立。またトップ10内に4枚のアルバムが同時にチャートインした初の女性アーティストとなり、同時に11枚のアルバムがチャートインした初の女性および存命のソロアーティストとなり、9枚のアルバムがチャートインした初のアーティストとなった。
アルバムに収録された全22曲がビルボード・ホット100に初登場し、スウィフトのキャリア総エントリー数は212曲となり、『Glee』の記録を上回り、ドレイク（296曲）に次ぐ歴代2位となった。
このアルバムはトップ・カントリー・アルバム・チャートで8作目のナンバーワンとなり、ホット・カントリー・ソングスでは全曲がチャートインし、そのうち7曲がトップ10に入った。
フロム・ザ・ヴォルトと名付けられた未発表曲を6曲収録（フォール・アウト・ボーイやパラモアのヘイリー・ウィリアムスも参加）。

## 収録曲
- 全ての曲に追加でTaylor's Versionと括弧書きされる。
- 17〜22曲目にはさらに追加でFrom the Vaultと括弧書きされる。
- アルバムはCD2枚組で、1〜16曲目がDisc1、17〜22曲目がDisc2に収録されている。

| 全作詞・作曲: テイラー・スウィフト。 |                                                                |              |              |                                           |      |
| #                                    | タイトル                                                       | 作詞         | 作曲・編曲   | 原題                                      | 時間 |
| 1.                                   | 「マイン」                                                     | Taylor Swift | Taylor Swift | Mine                                      | 3:51 |
| 2.                                   | 「スパークス・フライ」                                         | Swift        | Swift        | Sparks Fly                                | 4:21 |
| 3.                                   | 「バック・トゥ・ディセンバー」                                 | Swift        | Swift        | Back To December                          | 4:54 |
| 4.                                   | 「スピーク・ナウ」                                             | Swift        | Swift        | Speak Now                                 | 4:02 |
| 5.                                   | 「ディア・ジョン」                                             | Swift        | Swift        | Dear John                                 | 6:45 |
| 6.                                   | 「ミーン」                                                     | Swift        | Swift        | Mean                                      | 3:58 |
| 7.                                   | 「ザ・ストーリー・オブ・アス」                                 | Swift        | Swift        | The Story Of Us                           | 4:27 |
| 8.                                   | 「ネヴァー・グロウ・アップ」                                   | Swift        | Swift        | Never Grow Up                             | 4:52 |
| 9.                                   | 「エンチャンテッド」                                           | Swift        | Swift        | Enchanted                                 | 5:53 |
| 10.                                  | 「ベター・ザン・リヴェンジ」                                   | Swift        | Swift        | Better Than Revenge                       | 3:40 |
| 11.                                  | 「イノセント」                                                 | Swift        | Swift        | Innocent                                  | 5:01 |
| 12.                                  | 「ホーンテッド」                                               | Swift        | Swift        | Haunted                                   | 4:05 |
| 13.                                  | 「ラスト・キス」                                               | Swift        | Swift        | Last Kiss                                 | 6:09 |
| 14.                                  | 「ロング・リヴ」                                               | Swift        | Swift        | Long Live                                 | 5:17 |
| 15.                                  | 「アワーズ」                                                   | Swift        | Swift        | Ours                                      | 3:55 |
| 16.                                  | 「スーパーマン」                                               | Swift        | Swift        | Superman                                  | 4:34 |
| 17.                                  | 「エレクトリック・タッチ」(feat. フォール・アウト・ボーイ)     | Swift        | Swift        | Electric Touch (feat. Fall Out Boy)       | 4:26 |
| 18.                                  | 「ホエン・エマ・フォールズ・イン・ラヴ」                       | Swift        | Swift        | When Emma Falls in Love                   | 4:12 |
| 19.                                  | 「アイ・キャン・シー・ユー」                                   | Swift        | Swift        | I Can See You                             | 4:33 |
| 20.                                  | 「キャッスルズ・クランブリング」(feat. ヘイリー・ウィリアムス) | Swift        | Swift        | Castles Crumbling (feat. Hayley Williams) | 5:06 |
| 21.                                  | 「フーリッシュ・ワン」                                         | Swift        | Swift        | Foolish One                               | 5:11 |
| 22.                                  | 「タイムレス」                                                 | Swift        | Swift        | Timeless                                  | 5:21 |
| 合計時間:                            | 合計時間:                                                      | 合計時間:    | 104:33       |                                           |      |